# John Travolta Wannabe
John Travolta Wannabe é o segundo mini-álbum do girl group sul-coreano T-ara. O mini-álbum foi lançado em 29 de junho de 2011. Uma edição recompactada do EP, chamada "Roly-Poly in Copacabana" foi lançada como edição limitada em 2 de agosto de 2011.

## História
Foi anunciado em 8 de junho de 2011 que T-ara estaria fazendo seu comeback em julho com John Travolta Wannabe. Também foi revelado que a faixa-título foi composta por Shinsadong Tiger e Choi Gyu Sung, que haviam trabalhado com T-ara em outras canções previamente, como "Bo Peep Bo Peep". O nome do álbum vem do filme Saturday Night Fever, estrelado por John Travolta. T-ara came up with the concept themselves after watching the movie.
Em 24 de junho, a Core Contents Media lançou um teaser de 59 segundos da faixa-título de T-ara, "Roly-Poly". O vídeo foi lançado três dias mais cedo do que inicialmente previsto, devido ao pedido dos fãs. O vídeo musical completo de 12 minutos foi lançado em 4 de julho.

## Desempenho nas paradas
Em agosto de 2011, "Roly-Poly" tornou-se a canção de maior faturamento do ano, com mais de $ 2 milhões em vendas.

## Relançamento
Em 1º de agosto, a Core Contents Media anunciou que um álbum recompactado de John Travolta Wannabe seria intitulado Roly-Poly In Copcababana e limitado em apenas 10.000 cópias. O relançamento contém uma nova canção, um remix Eurodance de "Roly-Poly", intitulado "Roly-Poly in Copacabana", que recebeu esse nome em razão de uma famosa discoteca da década de 1980. A canção estreou em 2 de agosto, enquanto que o videoclipe foi adiado para o dia seguinte.

## Lista de faixas
| N.º            | Título                                                                   | Letras                          | Música                          | Arranjo                         | Duração |  |
| 1.             | "Roly-Poly"                                                              | Shinsadong Tiger, Choi Gyu Sung | Shinsadong Tiger, Choi Gyu Sung | Shinsadong Tiger, Choi Gyu Sung | 3:34    |  |
| 2.             | "Jinjja Jinjja Joahae" (진짜 진짜 좋아해, "I Really Really Like You")    | Nang-ee, Beom-ee                | Nang-ee, Beom-ee                | Nang-ee, Beom-ee                | 3:27    |  |
| 3.             | "Yayaya" (Versão remix)                                                  | E-Tribe                         | E-Tribe                         | E-Tribe, Chang Jun Ho           | 3:33    |  |
| 4.             | "Wae Ireoni" (왜 이러니, "Why Are You Being Like This?") (versão remix)) | Lee Eun Jin (Yangpa)            | Kim Do Hoon, Lee Sang Ho        | Lee Sang Ho                     | 3:49    |  |
| 5.             | "Ma Boo" (Versão remix)                                                  | Kim Do Hoon, Rhymer             | Kim Do Hoon                     | Kim Do Hoon                     | 3:29    |  |
| 6.             | "Mollayo" (몰라요, "I Don't Know") (versão remix))                       | Shinsadong Tiger, Choi Gyu Sung | Shinsadong Tiger, Choi Gyu Sung | Shinsadong Tiger, Choi Gyu Sung | 3:47    |  |
| 7.             | "Gwaenchanhayo" (괜찮아요, "I'm Okay") (versão remix))                   | Choi Gyu Sung                   | Choi Gyu Sung                   | Choi Gyu Sung                   | 3:59    |  |
| Duração total: | Duração total:                                                           | Duração total:                  | Duração total:                  | Duração total:                  | 25:33   |  |

### Roly-Poly in Copacabana
| N.º            | Título                                              | Duração |  |
| 1.             | "Roly-Poly in Copacabana" (Roly-Poly in 코파카바나) | 3:29    |  |
| Duração total: | Duração total:                                      | 29:09   |  |

## Paradas
| Parada                   | Melhor posição |
| ------------------------ | -------------- |
| Gaon Weekly album chart  | 3              |
| Gaon Monthly album chart | 8              |
| Gaon Yearly album chart  | 50             |

| Parada                   | Melhor posição |
| ------------------------ | -------------- |
| Gaon Weekly album chart  | 3              |
| Gaon Monthly album chart | 4              |
| Gaon Yearly album chart  | 65             |

| "Roly-Poly"               | 2  | 4  |
| "Roly-Poly in Copacabana" | 45 | 70 |

| Canção                     | Melhor posição |
| Canção                     | Gaon Chart     |
| -------------------------- | -------------- |
| "I Really Really Like You" | 54             |

| Tabela                  | Quantidade |
| ----------------------- | ---------- |
| Hanteo (vendas físicas) | 10.000+    |
| Gaon (vendas físicas)   | 28.084     |

| Tabela                  | Quantidade |
| ----------------------- | ---------- |
| Hanteo (vendas físicas) | 7.274      |
| Gaon (vendas físicas)   | 27.709     |

| "Roly-Poly" | 1 |

## Histórico de lançamento
| País          | Data                 | Formato           | Gravadora           |
| ------------- | -------------------- | ----------------- | ------------------- |
| Mundialmente  | 29 de junho de 2011  | Download digital  | Core Contents Media |
| Coreia do Sul | 29 de junho de 2011  | Download digital  | Core Contents Media |
| Coreia do Sul | 30 de junho de 2011  | CD                | Core Contents Media |
| Coreia do Sul | 22 de agosto de 2011 | CD (recompactado) | Core Contents Media |